# Tashkent International Airport
Tashkent International Airport (Islom Karimov Toshkent Xalqaro Aeroporti) is de grootste internationale luchthaven van Oezbekistan en de 3de drukste luchthaven in Centraal-Azië (na Almaty International Airport en de Internationale Luchthaven Noersoeltan Nazarbajev in Kazachstan). De luchthaven ligt op 12 km van het centrum van Tasjkent, de hoofdstad van Oezbekistan.